# Una canta, l'altra no
Una canta, l'altra no (L'une chante, l'autre pas) è un film del 1977 scritto e diretto da Agnès Varda.

## Trama
Pauline è un'adolescente francese dai forti principi liberali che cresce con l'ambizione di diventare artista: le sue aspirazioni, tuttavia, vengono a scontrarsi ogni giorno con le aspettative riposte su di lei dalla famiglia piccolo-borghese in cui vive. Un giorno conosce Suzanne, giovane madre di due figli, sposata con un promettente fotografo. Pur essendo molto diverse l'una dall'altra, le due hanno da subito una certa intesa, soprattutto perché Pauline fornisce all'amica il denaro che le è necessario per interrompere una gravidanza non desiderata. L'inaspettato suicidio del marito di Suzanne porta le due donne a separarsi e a confrontarsi con una nuova vita, lontano dalla città in cui vivono.
Dieci anni dopo si incontrano di nuovo ad una manifestazione in favore dell'aborto. Pauline si fa ora chiamare Pomme, canta in un gruppo folk femminista e vive con il suo partner Darius, un giovane iraniano laureato che ha incontrato ad Amsterdam, dove si era recata per abortire. Suzanne, invece, è riuscita a lasciare la casa dei suoi genitori e, dopo aver studiato da autodidatta, ha aperto un consultorio familiare a Hyères. Anche se le due donne devono separarsi ancora una volta, decidono di dare avvio ad una corrispondenza epistolare così da rimanere in contatto.
Pomme si trasferisce in Iran e sposa Darius, del quale è incinta. La loro relazione diventa tesa e Pomme lascia Darius, facendo ritorno in Francia: il ragazzo la segue, pretendendo di riportare in Iran suo figlio neonato. Pomme acconsente a condizione che lui la metta incinta di nuovo. Suzanne, dopo una relazione insoddisfacente con un marinaio, sposa un medico locale. Nel finale della pellicola, Pomme, Suzanne, le loro famiglie e i loro amici si riuniscono in riva al mare.

## Produzione
Inizialmente, il titolo del film era Women and Children First (lett. "Prima donne e bambini") e la sceneggiatura prevedeva un'ambientazione nel 1962, quando le due ragazze, Suzanne e Pomme, avevano quindici anni. Agnès Varda ha deciso di abbandonare questa versione perché preferì mettere al centro l'esperienza delle femministe che conosceva, dando al film un tono più leggero e spensierato, pur non rinunciando a scene d'impronta documentaristica: per ottenere questo risultato, la regista ha fatto uso di canzoni che veicolano pensieri femministi e immagini reali di donne in centri di aiuto. Varda era stata a lungo una sostenitrice del movimento femminista in Francia e fu una delle firmatarie del Manifesto del 1971 nel quale centinaia di donne dichiararono pubblicamente di essere ricorse all'aborto. Varda era anche coinvolta in un gruppo che organizzava viaggi nei Paesi Bassi per donne francesi in cerca di abortire, come Pomme nella pellicola. La manifestazione durante la quale le due protagoniste si incontrano, dopo anni di lontananza, si ispira al processo svoltosi a Bobigny nel 1972, in cui una donna fu accusata di aver procurato un aborto illegale alla figlia adolescente, Marie-Claire, vittima di uno stupro. Gisèle Halimi, l'avvocato difensore nella vita reale del processo, fece un cameo nelle scene di protesta fuori dal tribunale.
Una delle voci fuori campo nel film è quella della regista. Questo espediente stilistico fu adottato anche un anno prima per il documentario Daguerréotypes. Varda ha giustificato questa scelta come un modo per mettere in primo piano quanto fosse stata coinvolta nella storia delle donne e le leggi su di loro.

### Cast
Valerie Mairesse ha esitato prima di accettare il ruolo di Pomme, ed è stato suo padre, un fan di Varda, a spingerla ad accettare la parte. Per interpretare Pomme nelle scene in cui è incinta, Mairesse ha iniziato a indossare la protesi della pancia nei ristoranti e nei negozi per abituarsi a camminare più lentamente e a respirare in modo diverso. Per interpretare Suzanne all'età di trent'anni, Thérèse Liotard ha accettato di tagliare i capelli più corti e solo dopo tre tentativi dal parrucchiere, la regista ha approvato il suo look.

## Distribuzione

### Data di uscita
- 9 marzo 1977 in Francia (L'une chante, l'autre pas)
- 24 settembre 1977 negli Stati Uniti (One Sings, the Other Doesn't)